# 나치 독일의 반담배 운동

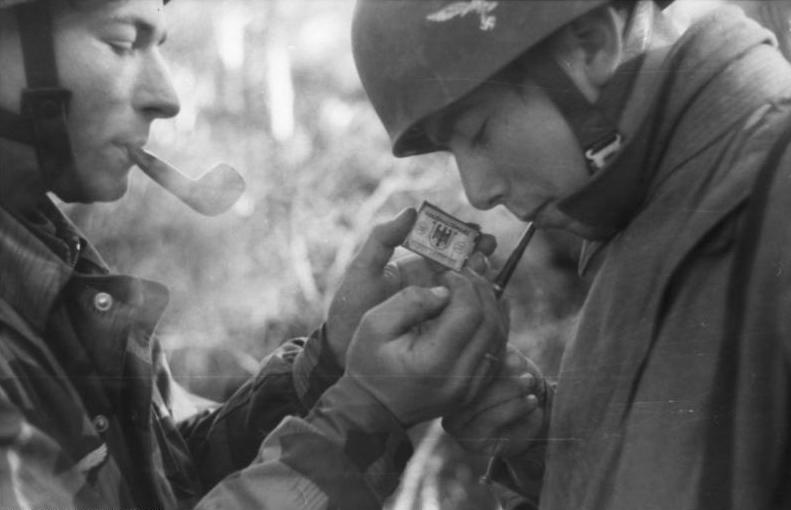
1943년 독일 낙하산병이 담배를 피우고 있는 모습

독일의 의사들이 흡연과 폐암의 관계를 처음 확인한 이후부터 나치 독일은 강력한 반담배 운동과 현대사 최초의 공익적인 금연 운동을 전개했다. 담배 반대 운동은 20세기 초반부터 많은 나라에서 전개되어 왔지만 국가사회주의 독일 노동자당(나치당)의 통치 하에 있던 독일 이외의 나라에서는 큰 성공을 거두지 못했다. 나치 독일의 금연 운동은 1930년대와 1940년대 초반에 있었던 금연 운동 가운데 세계에서 가장 강력했던 금연 운동이었다. 나치당의 지도자들은 흡연을 비난했으며 이들 중 일부는 담배 소비를 공공연히 비난하기도 했다. 흡연이 건강에 미치는 영향에 관한 연구가 나치당의 지도 하에 진행되었는데 이는 당시 나치 독일에서 가장 중요한 연구 주제가 되기도 하였다. 담배를 싫어하던 아돌프 히틀러와 나치 독일의 출산 장려 정책은 금연 운동을 자극하는 원인이 되었는데 이는 인종 차별, 반유대주의와 연관되어 있었다.
나치 독일의 반담배 운동을 위한 정책으로는 노면 전차와 버스 안에서의 흡연 금지령 제정과 보건 교육 추진, 국방군의 담배 배급 제한, 군인들을 대상으로 한 의학 강연 개최, 담배세 증세 등이 있었으며 공공 장소에서의 흡연과 담배 광고 제한, 음식점과 찻집 단속도 실시되었다. 나치 독일 시대 초반까지만 해도 반담배 운동은 큰 효과가 없었는데 이는 1933년부터 1939년까지 담배 소비량이 증가했기 때문이었다. 그러나 1939년부터 1945년까지는 독일군 장병들의 흡연율이 감소했다. 반면에 제2차 세계 대전 이후부터 20세기 말까지 일어난 독일의 금연 운동은 나치 독일의 금연 운동만큼 큰 영향력을 갖지 못했다.

## 시작
20세기 초반 독일에서는 반(反)담배 감정이 존재했다. 흡연 비판론자들은 1904년 독일 최초의 반담배 단체인 "비흡연자 보호를 위한 독일인 담배 반대자 협회"(Deutscher Tabakgegnerverein zum Schutze der Nichtraucher)를 설립했는데 이 단체는 짧은 기간 동안 존재했다. 1910년 보헤미아 트루트노프에서는 담배 반대 단체인 "독일인 담배 반대자 연맹"(Bund Deutscher Tabakgegner)이 설립되었으며 1912년에는 하노버와 드레스덴에서 금연 단체가 설립되었다. 제1차 세계 대전이 끝난 이후 체코슬로바키아가 오스트리아로부터 분리된 1920년에는 체코슬로바키아 프라하에서 "독일인 담배 반대자 연맹 체코슬로바키아 지부"(Bund Deutscher Tabakgegner in der Tschechoslowakei)가 설립되었으며 같은 해 오스트리아 그라츠에서는 "독일인 반담배자 연맹 독일계 오스트리아 지부"(Bund Deutscher Tabakgegner in Deutschsterreich)가 설립되었다.
이러한 단체들은 금연을 장려하는 간행물을 발행했는데 보헤미아의 담배 반대 단체는 1912년부터 1932년까지 반담배 운동과 관련된 최초의 독일어 간행물인 《담배 반대자》(Der Tabakgegner)를 발행했으며 1919년부터 1935년까지 드레스덴에서 반담배 운동을 주제로 한 간행물인 《독일인 담배 반대자》(Deutsche Tabakgegner)를 발행했다. 또한 담배 반대 단체는 알코올 소비를 반대하기도 하였다.

## 배경

### 흡연에 대한 히틀러의 자세

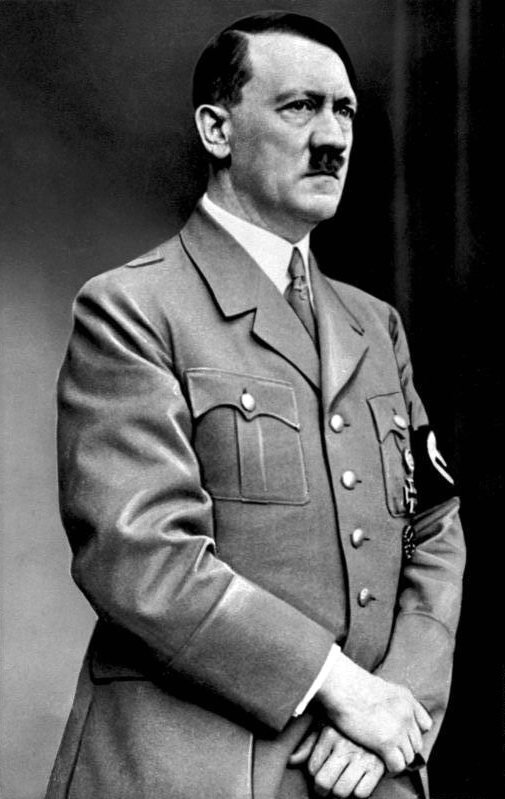
자신의 동료들에게 담배를 끊을 것을 권유한 히틀러.

아돌프 히틀러는 한때 하루에 25개비에서 40개비를 피웠을 정도로 골초였고 이로 인해 돈을 낭비하는 버릇을 갖게 되었다. 그 후 히틀러는 흡연을 "퇴폐한 것", "자신들에게 독한 술을 준 백인에 대한 인디언들의 분노와 그들에 대한 복수" 라고 비판했으며 "독일의 수많은 인재들이 담배의 해로움을 모르고 있다"고 후회했다.
히틀러는 에바 브라운과 마르틴 보어만이 담배를 피우는 것에 불만을 가졌으며 헤르만 괴링이 공공 장소에서 흡연하는 것에 대해서도 우려를 표명했다. 심지어 시가를 들이마시는 괴링을 묘사한 조각상을 보고 분노를 표하기도 했다. 히틀러는 종종 금연을 주장한 최초의 국가 지도자로 평가받지만 사실은 히틀러보다 약 300년 정도 앞선 잉글랜드의 제임스 1세(스코틀랜드의 제임스 6세)가 이러한 직함을 받기에 어울린다.
히틀러는 군 장병들이 흡연의 자유를 갖는 것에 대해 불만을 가졌으며 제2차 세계 대전 중이던 1942년 3월 2일에는 "흡연은 잘못된 것이며 이는 전쟁이 시작될 때부터 군대를 지휘하는 동안에 추적할 수 있다. 병사들이 담배 없이는 살 수 없다고 생각하는 것은 옳지 않다."고 주장했다. 히틀러는 전쟁이 끝나면 군대 내에서 담배 소비를 중단하겠다고 약속하는 한편 자신과 친밀한 동료들에게 담배를 피우지 말 것을 권유했으며 흡연을 중단하면 포상을 주기도 했다. 그러나 히틀러의 개인적인 반(反) 담배 감정은 나치 독일의 반담배 운동을 자극하게 된 몇 가지 원인 가운데 하나에 지나지 않았다.

### 나치당의 출산 장려 정책
나치당의 출산 장려 정책은 반담배 운동의 중요한 요인이었다. 나치당 지도자들은 흡연이 여성의 조기 노화를 가져올 뿐만 아니라 여성의 신체적 매력을 잃게 하는 결과를 초래하기 때문에 독일의 가정에 있어서 흡연자가 아내나 어머니가 되기엔 적절하지 않다고 판단했다. 나치당 인종 정책국의 베머 후티히는 흡연 여성의 모유에는 니코틴이 들어 있다고 주장했는데 이는 연구를 통해 증명되었다. 나치 독일의 유명한 의사였던 마르틴 슈템러는 임신 중인 여성이 흡연하면 사산이나 유산될 확률이 높다고 주장했는데 이러한 주장은 나치 독일의 대표적인 인종개량주의자인 아그네스 블룸의 지지를 받았으며 1936년에 출판된 그의 저서에서 이러한 견해가 언급되었다. 나치당은 독일의 여성들이 가능한 한 임신을 해서 아이를 많이 낳기를 바랐기 때문에 슈템러의 주장에 관심을 가졌고 독일의 여성들이 흡연하는 것을 우려했다. 1943년에 출판된 독일 여성의학 잡지에 실린 논문은 하루에 담배를 3개비 이상 피우는 여성은 담배를 피우지 않는 여성에 비해 임신을 원하지 않는 성향이 있다는 연구 결과를 언급하기도 했다.

## 연구
나치 독일에서는 다른 나라에 비해 담배가 건강에 미치는 영향에 관한 연구가 크게 진행되었다. 나치 독일은 담배와 폐암의 관계를 처음 증명했으며 간접 흡연(Passivrauchen)이라는 용어를 만들기도 하였다. 나치당의 연구 자금 제공으로 진행된 연구를 통해 흡연이 건강에 많은 악영향을 준다는 사실이 밝혀졌다. 나치 독일 정부는 흡연의 유해성에 관한 역학 조사를 지원했으며 히틀러는 예나 대학의 카를 아스텔 교수가 회장을 맡고 있던 기관인 "담배의 위험성에 관한 연구회"(Wissenschaftliches Institut zur Erforschung der Tabakgefahren)에 대한 경제적 지원을 실시했다. 1941년에 창설되었던 이 기관은 나치 독일에서 가장 영향력이 있던 반담배 연구소였다.
1939년에는 프란츠 H. 뮐러가, 1943년에는 E. 샤이러가 처음으로 폐암에 걸린 흡연자들을 역학 조사하는 증례 대조 연구를 실시했다. 1939년 뮐러는 독일의 저명한 암 연구 전문 잡지에서 흡연자는 폐암에 걸릴 확률이 높다는 연구 결과를 발표했다. "실험 역학을 잊은 아버지"라는 별명을 갖고 있던 뮐러는 나치당(NSDAP) 당원이면서 국가사회주의 자동차군단(NSKK) 회원이기도 했다. 뮐러가 발표한 의학 논문은 세계 최초로 담배와 폐암의 관계를 증명한 증례 대조 연구였으며 먼지나 자동차 배기 가스, 결핵, X선, 공장에서 배출되는 오염 물질 등은 폐암에 걸릴 확률을 높이는 원인이 된다는 주장과는 달리 뮐러의 논문은 "흡연이 폐암에 걸릴 가능성을 높여 준다"는 점을 언급한 것이 특징이다.
나치 독일의 의사들은 흡연이 심장병과 같은 큰 병을 초래하는 원인이라고 주장했는데 니코틴은 당시 독일에서 가끔씩 심근경색이 증가하는 원인이었다. 제2차 세계 대전 말기 연구원들은 니코틴을 동부 전선에 참전한 장교 상당수가 관상 동맥 심부전증에 걸리는 원인으로 지목했다. 1944년에 발표된 논문에서는 한 육군 병리학자가 전선에서 심근 경색으로 사망한 32명의 젊은 병사들을 조사한 기록이 있었는데 이들 모두가 "열광적인 애연가"였다고 기록되어 있었다. 병리학자 프란츠 부흐너는 담배를 "관상 동맥에서 가장 해로운 독이다"고 언급하기도 했다.

## 정책
나치당은 독일의 일반 대중이 담배를 피우지 않도록 설득하기 위해 몇 개의 홍보 전략을 이용했다. 유명한 건강 잡지인 《건강한 국민》(Gesundes Volk), 《국민의 건강》(Volksgesundheit), 《건강한 생활》(Gesundes Leben)의 광고에 흡연이 건강에 미치는 영향에 대한 경고나 담배의 해로움을 전달했다. 한편 나치당은 근로자들에게 반담배 메시지를 전달했는데 주로 히틀러 청소년단과 독일 소녀 연맹의 지원을 받았다. 금연 운동을 보건 교육에 포함시키기도 하였다. 1939년 6월에는 알코올·담배 대책국을 설립하였으며 마약 대책국(Reichsstelle für Rauschgiftbekämpfung)을 통해 반담배 운동을 지원했다. 금연을 지지하는 내용을 담은 잡지인 《쾌락의 흥분》(Die Genussgifte), 《경계 중》(Auf der Wacht), 《깨끗한 공기》(Reine Luft)를 창간하기도 하였는데 이 중 《깨끗한 공기》는 반담배 운동을 대표하는 잡지였다. 카를 아스텔 연구소는 담배의 위험성에 관한 연구를 위해 이 잡지를 예나 대학에서 구입, 깨끗한 공기의 속판을 수백명에게 배포했다.
흡연이 건강에 해악을 끼친다는 것을 인식한 이후 나치 독일은 여러 조항으로 된 금연법을 제정했으며 1930년대 말에는 보다 더 강력한 법률인 반담배법이 제정되었다. 1938년에는 공군과 제국 우편에서 흡연이 금지되었으며 의료 기관 외에도 여러 공공 기관과 집에서도 흡연이 금지되었다. 조산사들도 금연을 의무화했다. 1939년에는 나치당의 모든 사무실에서 흡연이 금지되었으며 나치 친위대의 대장이었던 하인리히 힘러는 경찰 인사와 친위대 관리에게 금연을 의무화했다. 학교에서도 흡연이 금지되었다.
1941년에는 독일의 60개 도시가 노면 전차 안에서 흡연하는 것을 금지했다. 방공호에서도 흡연이 금지되었지만 일부 방공호에는 별도의 흡연 구역이 마련되어 있었다. 한편 여성의 흡연을 막기 위해 특별한 주의를 내리기도 했는데 독일 의료 협회 회장은 "독일 여성은 담배를 피우지 않는다"고 선언했으며 제2차 세계 대전 중에는 임산부와 25세 이하의 여성, 55세 이상의 여성에게 담배 배급 카드를 지급하지 않았으며 서비스업자와 식품 소매업자에게는 여성의 담배 구매를 제한하는 조치를 내렸다. 극장에서는 여성을 타겟으로 한 담배 반대 영화가 공개적으로 상영되었으며 신문에는 흡연과 이에 대한 영향을 다룬 사설이 게재되었다. 국가사회주의 노동 조합의 각 지부는 담배를 피우는 여성 회원을 공개적으로 추방시키는 엄격한 조치를 내렸다. 1943년 7월에는 18세 미만의 국민이 공공 장소에서 흡연하는 것이 금지되었고 1944년에는 버스와 열차 안에서 담배를 피우는 것조차 금지되었다. 히틀러는 여성이 간접 흡연의 희생자가 될 것을 우려했다.
광고 평의회 의장이었던 하인리히 훈케가 서명하여 1941년 12월 7일에 시행된 담배 광고 제한에 관한 법률에는 흡연이 건강에 해롭지 않다는 표현이나 남자다움을 선사한다는 표현을 담은 광고 또는 반담배 운동을 조롱하는 광고를 금지한다는 조항이 있었다. 철도와 농촌, 경기장과 경마장에 담배 광고 포스터 부착을 금지했으며 확성기나 우편을 통한 담배 광고도 금지되었다.
국방군도 흡연이 제한되었고 담배 배급은 하루에 병사 한 명당 여섯 갑으로 제한되었다. 여분의 담배는 종종 병사들에게 판매되었는데 특히 교전 중인 병사들에게 판매되었다. 그것도 병사 한 명당 50개비까지 제한되었다. 히틀러 청소년단 회원으로 구성된 12 SS기갑사단 히틀러유겐트에 복무 중이던 10대 병사들에게는 담배 대신 사탕이 제공되었다. 심지어 국방군의 여성 보조 요원이 담배를 피우는 것조차 허락되지 않았으며 장교들의 금연을 설득하기 위해 의학 강연을 마련하기도 하였다. 1941년 11월 3일에는 담배세를 소매 가격의 약 80%에서 95%까지 인상하는 내용의 법률이 제정되었는데 이는 나치 정권이 무너진 지 25년 이상이 지날 때까지 독일에서 가장 높은 담배세 인상이었다.

## 효과
|        | 연도   | 연도   | 연도   | 연도  |
| 1930년 | 1935년 | 1940년 | 1944년 |       |
| ------ | ------ | ------ | ------ | ----- |
| 독일   | 490    | 510    | 1,022  | 743   |
| 미국   | 1,485  | 1,564  | 1,976  | 3,039 |

1933년부터 1937년까지 독일의 담배 소비량이 급증하면서 초기의 금연 운동은 실패했다. 당시 독일의 흡연율은 이웃 나라 프랑스에 비해 크게 증가했으며 반담배 운동의 영향력이 훨씬 낮은 상태였다. 1932년부터 1939년까지 프랑스의 1인당 담배 소비량은 연간 570개비에서 630개비인데 반해 독일의 1인당 담배 소비량은 연간 570개비에서 900개비였다.
독일의 담배 제조 회사는 반담배 운동을 약화시키기 위한 몇 가지 계획을 진행했으며 이들은 잡지를 창간하고 정부의 반담배 운동을 광신적이고 비과학적이다고 선전했다. 담배를 판매하는 기업들도 정부의 여성 흡연 중단 정책에 반발하여 담배를 피우는 모델을 광고에 이용하기도 하였다. 정부의 규제에도 불구하고 나치당 고급 관리의 부인들을 포함한 많은 독일 여성들이 일상 생활에서 담배를 피웠는데 마그다 괴벨스의 경우 언론인과의 인터뷰를 진행하던 도중에 담배를 피우기도 했다. "바이어스 패션의 모든 것"(Beyers Mode für Alle)과 같은 유명 출판물에는 담배와 여성이 그려진 패션 삽화가 게재되었으며 가수 랄레 안데르센이 담배를 든 모습이 릴리 마를렌의 앨범 표지 디자인에 사용되기도 했다.
1930년대 말부터 제2차 세계 대전 초반까지 독일의 흡연율은 나치당이 강력한 반담배 정책을 시행하면서 줄어들었다. 국방군이 반담배 정책을 시행한 결과 1939년부터 1945년까지 병사의 담배 소비량이 감소했다. 1944년에 실시된 조사에 따르면 국방군 내의 흡연자 수는 증가했지만 평균 담배 소비량은 2차 대전 발발 직전에 비해 23.4% 감소했다. 하루에 30개비 이상을 피우는 흡연자의 비율도 4.4%에서 0.3%로 감소했다.
그러나 나치당의 반담배 정책도 몇 가지 결함을 가졌다. 대표적인 예로 독일 정부가 국민의 건강(Volksgesundheit) 정책과 건강의 의무(Gesundheitspflicht) 정책을 시행하던 당시에 나치당은 "담배를 피울 자격이 있는" 사람들로 간주한 사람들(전쟁에 참전한 병사, 히틀러 청소년단 회원 등)에게 담배를 지급한 반면 "담배를 피울 자격이 없는" 사람들이나 이러한 이유로 낙인찍힌 사람들(유대인이나 전쟁 포로 등)에게는 담배를 지급하지 않았다.

## 반유대주의와 인종 차별과의 연관성
나치당은 공중 보건 뿐만 아니라 이데올로기에 커다란 영향을 받았으며 특히 반담배 운동은 인종 개량과 육체적 순결의 개념에 영향을 받았다. 나치당의 지도자들은 흡연이 지배 민족에 있어서 부적절하며 담배 소비는 "민족이 퇴화하는 것"과 같다고 여겼다. 나치당은 담배를 "유전적인 독"으로 간주했다. 인종 개량주의자들은 담배 소비를 반대했으며 담배가 독일 민족에 "사악한 병균 세포"가 되는 것을 두려워했다. 나치 독일의 반담배 운동가는 종종 담배를 "퇴폐적인 아프리카인의 악습"으로 표현하기도 했다.
나치당은 담배와 이에 대한 악영향을 가져다 준 책임이 유대인에게 있다고 주장했으며 독일의 제7일 안식일 예수 재림교회는 유대인이 퍼뜨린 불건전한 악습이 바로 흡연이라고 주장했다. 1941년 《북유럽 세계》(Nordische Welt)의 편집자를 맡고 있던 요한 폰 레이어스는 담배의 위험성에 관한 과학 연구소 개소식에서 유럽에 담배를 퍼뜨린 책임이 유대인 자본주의에 있다고 주장했는데 독일에 담배를 처음 전래한 민족은 유대인이며 이들이 유럽의 대표적인 담배 생산지인 암스테르담의 담배 산업을 장악하고 있다고 주장했다.

## 제2차 세계 대전 이후

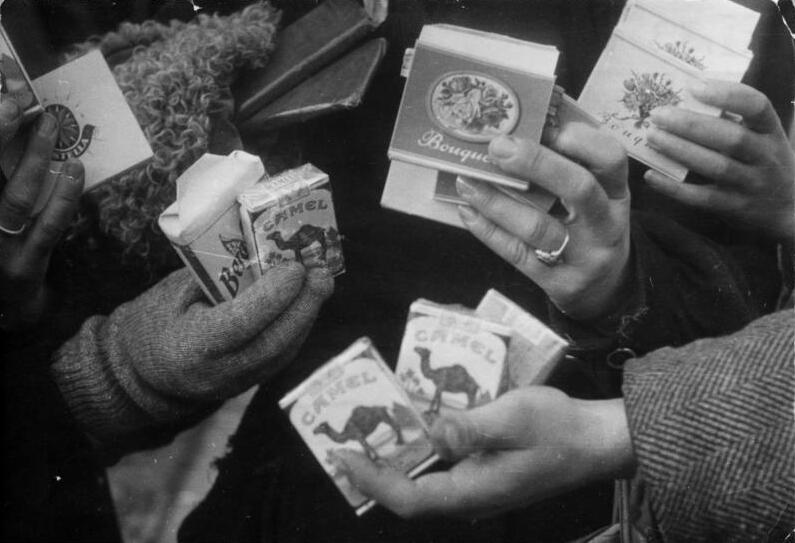
전쟁 이후에 독일에 들어온 담배들

나치 독일의 항복으로 제2차 세계 대전이 끝나면서 미국의 담배 제조 회사가 독일 암시장에 급속도로 진출했다. 불법 담배 밀수가 성행했으며 나치 독일의 금연 운동을 이끌던 많은 지도자들이 사형당했다. 1949년에는 매달 미국에서 제조된 약 4억 개비의 담배를 독일에 불법 반입했으며 1954년에는 약 20억 개비의 스위스산 담배를 독일과 이탈리아에 밀수했다. 미국은 유럽 부흥 계획의 일환으로 독일에 무료 담배를 제공했는데 1948년 독일에 제공한 담배의 양은 24,000 톤, 1949년에는 69,000 톤에 달했다. 미국 연방 정부는 이러한 계획에 7천만 달러를 사용했으며 이는 미국의 담배 제조 회사에 커다란 이익을 가져다 주었다. 2차 대전 이후의 독일의 1인당 연간 담배 소비량은 1950년 460개비에서 1953년 1,523개비로 끊임없이 증가했다. 20세기 말의 독일의 반담배 운동은 나치 독일의 절정기였던 1939년에서 1941년까지의 반담배 운동 수준의 영향력을 갖지 못했으며 로버트 닐 프락터는 독일의 담배와 건강에 관한 연구에 대해 어떠한 언급도 하지 않았다.

## 같이 보기
- 나치 독일의 동물보호법

## 참고 문헌
- Berridge, Virginia (2007). 《Marketing Health: Smoking and the Discourse of Public Health in Britain, 1945-2000》. Oxford University Press. ISBN 0-19-926030-3.
- Bynum, William F.; Hardy, Anne; Jacyna, Stephen; Lawrence, Christopher; Tansey, E. M. (2006). 《The Western Medical Tradition》. Cambridge University Press. ISBN 0-521-47524-4.
- Clark, George Norman; Briggs, Asa; Cooke, A. M. (2005). 《A History of the Royal College of Physicians of London》. Oxford University Press. ISBN 0-19-925334-X.
- Coombs, W. Timothy; Holladay, Sherry J. (2006). 《It's Not Just PR: Public Relations in Society》. Blackwell Publishing. ISBN 1-4051-4405-X.
- Daunton, Martin; Hilton, Matthew (2001). 《The Politics of Consumption: Material Culture and Citizenship in Europe and America》. Berg Publishers. ISBN 1-85973-471-5.
- Gilman, Sander L.; Zhou, Xun (2004). 《Smoke: A Global History of Smoking》. Reaktion Books. ISBN 1-86189-200-4.
- Guenther, Irene (2004). 《Nazi Chic?: Fashioning Women in the Third Reich》. Berg Publishers. ISBN 1-85973-400-6.
- Lee, P. N. (1975). 《Tobacco Consumption in Various Countries》 4판. London: Tobacco Research Council.
- Meyer, Hubert (2005). 《The 12th SS: The History of the Hitler Youth Panzer Division》. Stackpole Books. ISBN 978-0-8117-3198-0.
- Proctor, Robert (1999). 《The Nazi War on Cancer》. Princeton University Press. ISBN 0-691-07051-2.
- Schaler, Jeffrey A. (2004). 《Szasz Under Fire: A Psychiatric Abolitionist Faces His Critics》. Open Court Publishing. ISBN 0-8126-9568-2.
- Szollosi-Janze, Margit (2001). 《Science in the Third Reich》. Berg Publishers. ISBN 1-85973-421-9.
- Tillman, Barrett (2004). 《Brassey's D-Day Encyclopedia: The Normandy Invasion A-Z》. Potomac Books Inc. ISBN 1-57488-760-2.
- Uekoetter, Frank (2006). 《The Green and the Brown: A History of Conservation in Nazi Germany》. Cambridge University Press. ISBN 0-521-84819-9.
- Young, T. Kue (2005). 《Population Health: Concepts and Methods》. Oxford University Press. ISBN 0-19-515854-7.

## 관련 서적
- Bachinger, E (2007년 9월). 《Tobacco policies in Austria during the Third Reich》 11. The International Journal of Tuberculosis and Lung Disease. 1033–1037쪽.
- Brooks, Alexander (1996년 1월 19일). 《Guest Column: Forward to the Past》. The Daily Californian.
- Doll, Richard (2001년). 《Commentary: Lung cancer and tobacco consumption》 30. International Journal of Epidemiology. 30–31쪽. doi:10.1093/ije/30.1.30.
- Haustein, Knut-Olaf (2004년). 《Fritz Lickint (1898-1960) – Ein Leben als Aufklärer über die Gefahren des Tabaks》 (PDF) (독일어). Suchtmedizin in Forschung und Praxis.
- Proctor, Robert N (1999년). 《Why did the Nazis have the world's most aggressive anti-cancer campaign?》 23. Endeavour. 76–79쪽. doi:10.1016/S0160-9327(99)01209-0. PMID 10451929. 2009년 4월 16일에 원본 문서에서 보존된 문서. 2010년 1월 25일에 확인함.
- Proctor, Robert (1988년). 《Racial Hygiene: Medicine Under the Nazis》. Harvard University Press. ISBN 0-674-74578-7.
- R. Nicosia, Francis; Huener, Jonathan (2002년). 《Medicine and Medical Ethics in Nazi Germany》. Berghahn Books. ISBN 1-57181-386-1.